# Belišće
Belišće es una ciudad de Croacia situada en el condado de Osijek-Baranya.

## Geografía
Se encuentra a una altitud de 92 m s. n. m. a 292 km de la capital nacional, Zagreb.

## Economía
Las principales ocupaciones en Belisce son la silvicultura, la madera y el procesamiento de madera, (procesamiento de aserradero, químicas y mecánicas de la madera), cartón corrugado, industria del metal, productos químicos y el procesamiento de material sintético.

## Historia
La influyente familia Gutmann ha tenido un impacto significativo en la región Belisce en el siglo XIX y en el siglo XX Una vez que vastas extensiones de bosques de roble de Eslavonia fueron reemplazados en su mayoría con tierras de cultivo, una sección de los barrios de la clase trabajadora de Salamon H. Gutmann, pasó a formar parte de la Belisce actual a partir de 1884
Las principales actividades recreativas incluyen pesca, kayak y remo en canoa por el Drava, el río y sus remansos y la caza en el entorno más amplio.

## Demografía
En el censo 2011 el total de población de la ciudad fue de 10825 habitantes, distribuidos en las siguientes localidades:
- Belišće - 6 518
- Bistrinci - 1 598
- Bocanjevci - 457
- Gat - 705
- Gorica Valpovačka - 165
- Kitišanci - 150
- Tiborjanci - 291
- Veliškovci - 685
- Vinogradci - 256

| Gráfica de población de Belišće 1857-2011                           |
|                                                                     |
| Según los censos de población de la oficina estadística de Croacia. |